# Thingin
Thingin (in der dritten Auflage korrigiert Thingin’) ist ein Modern-Jazz-Livealbum von Lee Konitz, Attila Zoller und Don Friedman. Es wurde am 30. März 1995 im Singsaal Feld der Sekundarschule in Thalwil mitgeschnitten und erschien 1996 bei HatHut Records.

## Hintergrund
Altsaxophonist Lee Konitz (1927–2020), Gitarrist Attila Zoller (1927–1998) und Pianist Don Friedman (1935–2016) hatten in den Jahrzehnten zuvor in unterschiedlichen Formationen zusammen gearbeitet; bereits 1962 spielten Zoller und Friedman bei Herbie Mann, dann auf dem Album The Horizon Beyond (1965), Konitz und Zoller, die erstmals 1956 ein Duo spielten, nahmen dann mit Albert Mangelsdorff 1968 das Album Zo-Ko-Ma auf (mit Barre Phillips und Stu Martin). Neben der Musik von Lennie Tristano und Jimmy Giuffre, dessen Konzeption von „abstrakter“ Konstruktion und rhythmischen Zusammenspiel sich in mehreren Kompositionen niederschlägt, stellt hinsichtlich der Besetzung das Saxophon-Gitarre-Piano-Trio von Hans Koller, Attila Zoller und Martial Solal von 1965 einen weiteren Bezugspunkt dar (Zoller Koller Solal, SABA Records).
Das Titelstück „Thingin’“, einen auf den Harmonien von „All the Things You Are“ beruhenden, Bebop head, hatte Konitz erstmals 1985 mit seinem Quintett mit Gary Foster aufgenommen; es gehörte fortan zu seinem Repertoire und wurde von ihm noch häufig eingespielt.

## Titelliste
- Lee Konitz, Don Friedman, Attila Zoller: Thingin (hat ART CD 6174 (1996), hatOLOGY 547 (2000), hatOLOGY 692 (2010)[4])

1. Thingin’ (Konitz) 11:54
2. Joy for Joy (Zoller) 12:07
3. Opus D’Amour (Friedman) 8:53
4. Cloisterbells (Zoller) 3:38
5. Images (Friedman) 4:21
6. Alone Together (Howard Dietz/Arthur Schwartz) 10:24

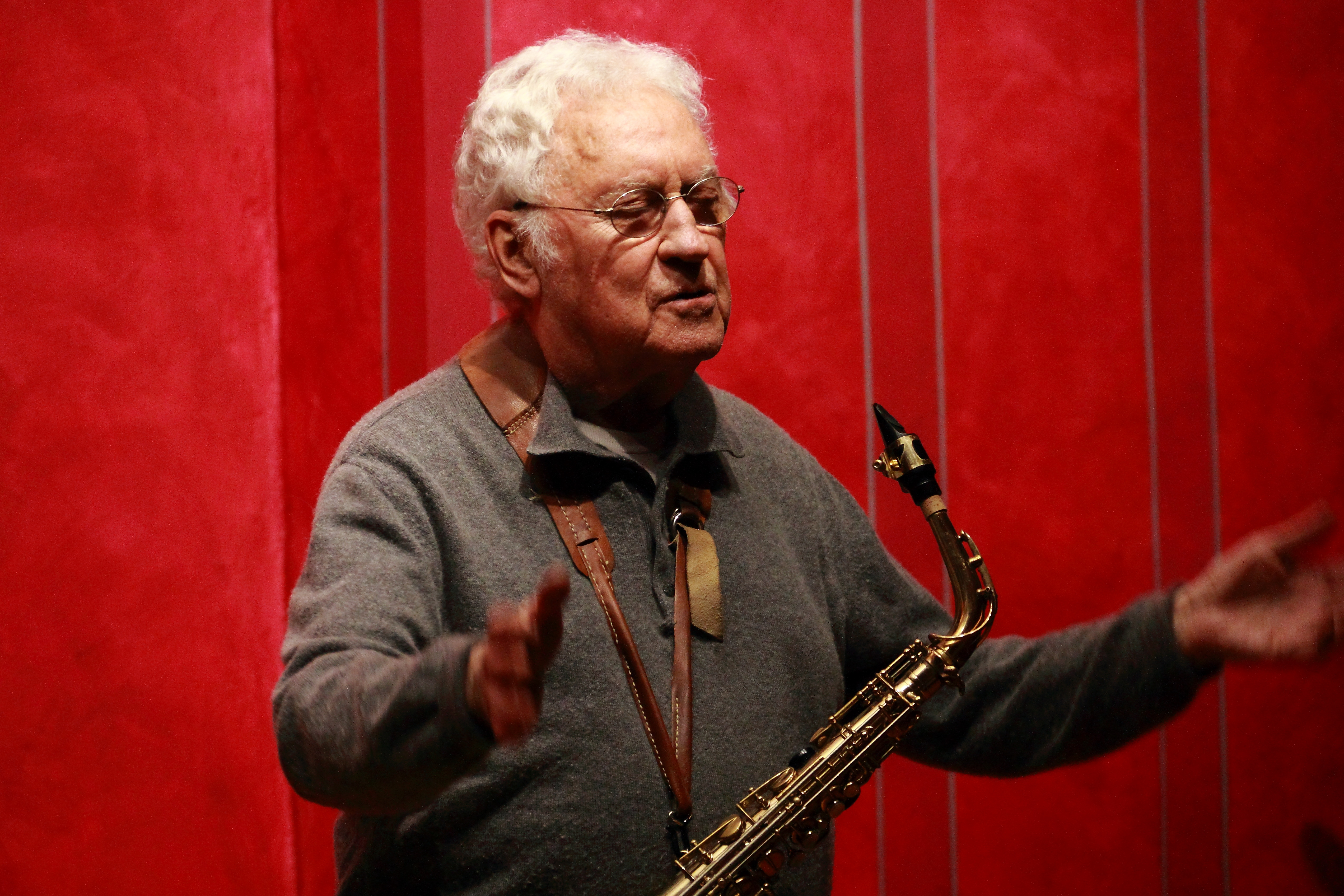
Lee Konitz (2015)

7. Suite for 3 (Friedman) 13:49

## Rezeption
Harvey Pekar lobte in JazzTimes das sehr relaxte Spiel der drei Musiker und hob besonders deren Interpretation des Standards „Alone Together“ und die Improvisation im Titelstück „Thingin’“ hervor, dem die Akkordprogression von „All the Things You Are“ zugrunde liegt. „Es ist ein Vergnügen, ihnen bei ihrer Arbeit zuzuhören. Nicht nur, dass sie schon etwas älter sind; sie haben dabei auch eine Menge gelernt. Ihr Spiel ist weitgehend frei von Klischees, und ihre kontrapunktische Arbeit ist durchaus stimmig. Das unbegleitete Spiel von Friedman in „Images“ und Zollers in „Cloisterbells“ sei meisterhaft; ihnen gehen dabei nie die Ideen aus; ihr Spiel ist immer kohärent.“
Marcus A. Woelfle, der das Album für das Magazin Rondo besprach, bemerkte zum Titel, der sei kein Druckfehler (also Thinkin’ anstelle von bspw. Singin’ oder Swingin’), sondern der Sprachwitz von Konitz, der uns ja auch schon Titel wie „Subconscious-Lee“ beschert habe und hier daran erinnere, dass es um „All the Things You Are“ gehe. „Kleinstbesetzungen waren stets Konitzens ideales Umfeld.“ Das Konzert, auf dem dieses Album aufbaue, „war eine Sternstunde im Gedankenlesen. Drei Parzen könnten ihre Fäden nicht einträchtiger gesponnen und verteilt haben.“
Steve Loewy bewertete das Album in Allmusic mit drei (von fünf) Sternen und meinte, das Album stelle ein breites Spektrum von Hörern zufrieden. Das Trio schwofe behutsam mit nuancierten Patterns und erlesener Präzision und schaffe dabei kleine Meisterwerke von anmutiger Entwicklung. Dabei passe die einzigartige Instrumentierung präzise zum Stil von Konitz und rufe Erinnerungen an frühere Darbietungen wach. Zoller füge dem Ganzen mit seiner trockenen, trällernden Spielhaltung eine angenehme Stimmung hinzu. Das Album sei mit seinem schönen und weichen Klang, dem entspannten Stil und den anspruchsvollen Harmonien ein wichtiger Beitrag zu Konitz’ Diskographie.

## Editorischer Hinweis
Das Album wurde von HatHut Records 2000 bzw. 2010 mit veränderter Frontcovergestaltung und Klappentext wiederveröffentlicht. Das Original-Cover zeigte die drei Musiker; die späteren Auflagen die Fotografie eines Strommastes von Luca Buti.